# El jinete eléctrico
The Electric Horseman (1979) es una película estadounidense de aventura romántica dirigida por Sydney Pollack y protagonizada por Robert Redford y Jane Fonda. Fue la tercera película en la que estos intérpretes trabajaron juntos tras La jauría humana y Descalzos por el parque. 

## Argumento
Sonny Steele, un vaquero y campeón mundial de rodeo, ha sido contratado por una agencia de publicidad, y debe aparecer en Las Vegas vestido con un traje con docenas de bombillas eléctricas cosidas a la tela. Inexplicablemente, Steele coge un caballo valorado en millones de dólares y huye con él al desierto. La reportera Hallie Martin sigue sus huellas buscando una exclusiva, pero encuentra más de lo que imagina.

## Reparto
- Robert Redford como Norman "Sonny" Steele
- Jane Fonda como Alice "Hallie" Martin
- Valerie Perrine como Charlotta Steele
- Willie Nelson como Wendell Hickson
- John Saxon como Hunt Sears

## Premios
36.ª edición de las Medallas del Círculo de Escritores Cinematográficos
| Categoría                 | Premiado            | Resultado |
| ------------------------- | ------------------- | --------- |
| Mejor película extranjera | El jinete eléctrico | Ganadora  |